# 関悦史
関 悦史（せき えつし、1969年〈昭和44年〉9月21日 - ）は、日本の俳人。

## 経歴
茨城県土浦市出身・在住。二松学舎大学文学部国文科卒。吉岡実の散文で富澤赤黄男、永田耕衣、高柳重信を知ったことから現代俳句に触れ、数年後、20代半ばより病中の気散じに作句をはじめる。2002年、すべて漢字・カタカナで記した作品「マクデブルクの館」100句により第一回芝不器男俳句新人賞城戸朱理奨励賞を受賞。
また俳句評論家としても活動し、2008年、「全体と全体以外―安井浩司的膠着について―」で現代俳句評論賞佳作。 2009年、「天使としての空間―田中裕明的媒介性について―」で俳句界評論賞受賞、「他界のない供犠―三橋鷹女的迷宮について」で再び現代俳句評論賞佳作。2009年より「豈」同人。同年、若手俳人アンソロジー『新撰21』に入集。2010年、角川書店の雑誌『俳句』での座談会をきっかけにして、同年代の俳人榮猿丸、鴇田智哉と俳句ユニット「SST」を結成。
2011年3月、東北地方太平洋沖地震により茨城県にて被災し、自宅が半壊。同12月、第一句集『六十億本の回転する曲がつた棒』刊行。2006年から2011年までに発表された句を中心に796句を収めた。作品は現代文学・現代思想への知識を下敷きにしたパロディ・コラージュや、私的・日常的体験を基にした写生的なものなど多様な姿を見せており、第一句集の最後の章「うるはしき日々」では震災体験を題材にした句を収めている。同著で第3回田中裕明賞受賞。2012年『現代詩手帖』俳句時評を担当。2014年「クプラス」創刊に参加。
2017年、第二句集『花咲く機械状独身者たちの活造り』、評論集『俳句という他界』を刊行。第二句集は前句集の倍近い1402句を収め、社会情勢や国会デモに取材した句や、『ふらんす堂通信』の連載で発表されているボーイズラブ俳句の連作、ラブドール工場を吟行した連作、数学俳句など、サブカルチャーも含めてさらに素材の範囲を広げている。
黄色い一つ目の奇妙な自作オブジェ「オリビア」はマスコットのような存在で、このオブジェを様々な風景に置いて撮った写真をブログに載せるなどしている。『俳句という他界』では表紙写真に登場した。

## 作品例
いずれも第一句集『六十億本の回転する曲がつた棒』より。
- 蝋製のパスタ立ち昇りフォーク宙に凍つ（「日本景」）
- 真青ナル文盲の魚飛ビ交ヘリ（「マクデブルクの館」）※原文は旧字体。
- 入歯ビニールに包まれ俺の鞄の中（「介護」）
- 人類に空爆のある雑煮かな（「襞」）
- テラベクレルの霾（つちふ）る我が家の瓦礫を食へ（「うるはしき日々」）

## 著書

### 句集
- 第一句集 六十億本の回転する曲がつた棒 邑書林 2011年
- 第二句集 花咲く機械状独身者たちの活造り 港の人 2017年

### 論集
- 俳句という他界 邑書林 2017年

### 共編著
- 新鋭俳人の現在 -『新鋭俳人アンソロジー2007』 北溟社 2006年 ISBN 9784894485235
- 新撰21（セレクション俳人プラス） 邑書林 2009年 ISBN 9784897096445
- 今、俳人は何を書こうとしているのか ― 新撰21竟宴シンポジウム全発言 （邑書林ブックレット） 邑書林 2010年 ISBN 9784897096520